# Frank Muller (astronom)
Frank Muller (Virginia, 10. rujna 1862. – 19. travnja 1917.) bio je američki astronom. 
Od 1885. godine radio je u opservatoriju Leander McCormick kao asistent Ormondu Stoneu i Francisu Preservedu Leavenworthu.
Otkrio je 83 objekta iz Novog općeg kataloga i 13 iz Indeksnog kataloga.

## Vanjske poveznice
- (engleski) Klima-luft.de Wolfgang Steinicke o Franku Mulleru